# Lyaud
Lyaud – miejscowość i gmina we Francji, w regionie Owernia-Rodan-Alpy, w departamencie Górna Sabaudia.
Według danych na rok 1990 gminę zamieszkiwało 866 osób, a gęstość zaludnienia wynosiła 94 osoby/km² (wśród 2880 gmin regionu Rodan-Alpy Lyaud plasuje się na 860. miejscu pod względem liczby ludności, natomiast pod względem powierzchni na miejscu 1184.).